# Темпель (лунный кратер)
Кратер Темпель (лат. Tempel) — крупный ударный кратер в экваториальной области на видимой стороне Луны. Название присвоено в честь немецкого астронома Эрнста Темпеля (1821—1889) и утверждено Международным астрономическим союзом в 1935 г. 

## Описание кратера

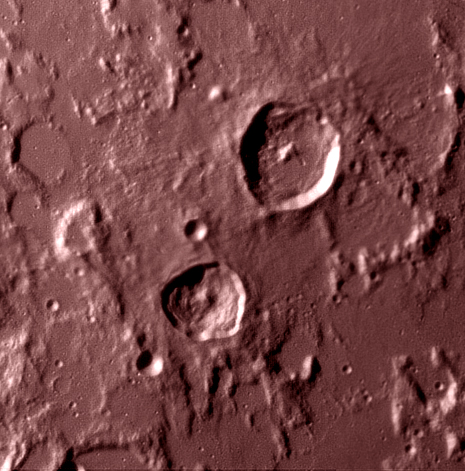
Немного ниже и левее центра снимка – кратер Годен, выше и правее центра – кратер Агриппа. Кратер Темпель примыкает к кратеру Агриппа с восточной стороны. Снимок Северного оптического телескопа.

Ближайшими соседями кратера Темпель являются кратер Агриппа примыкающий к нему на западе; кратер Зильбершлаг на севере; кратер Уэвелл на востоке; кратер Дарре на востоке-юго-востоке и кратер Годин на юго-западе. На северо-западе от кратера расположено Море Паров, на востоке – Море Спокойствия. 

Селенографические координаты центра кратера 3°46′ с. ш. 11°52′ в. д. / 3,76° с. ш. 11,86° в. д., диаметр 43,2 км, глубина 1250 м.

Кратер Темпель имеет  полигональную форму и практически полностью разрушен. Вал сглажен, имеет многочисленные разрывы и фактически превратился в цепь отдельных пиков и хребтов. Дно чаши пересеченное, в северо-восточной и юго-западной части отмечено скоплениями мелких кратеров.

## Сателлитные кратеры
Отсутствуют.

## См.также
- Список кратеров на Луне
- Лунный кратер
- Морфологический каталог кратеров Луны
- Планетная номенклатура
- Селенография
- Минералогия Луны
- Геология Луны
- Поздняя тяжёлая бомбардировка